# Greg Jones
Greg Jones (Sydney, 31 januari 1989) is een Australische tennisspeler. Hij heeft nog geen ATP-toernooi gewonnen. Wel deed hij al mee aan grandslamtoernooien. Hij heeft geen challengers op zijn naam staan.

## Resultaten grote toernooien
| Legenda | Legenda                          |
| ------- | -------------------------------- |
| g.t.    | geen toernooi gehouden           |
| l.c.    | lagere categorie                 |
| –       | niet deelgenomen                 |
| G       | uitgeschakeld in de groepsfase   |
| 1R      | uitgeschakeld in de eerste ronde |
| 2R      | uitgeschakeld in de tweede ronde |
| 3R      | uitgeschakeld in de derde ronde  |
| 4R      | uitgeschakeld in de vierde ronde |
| KF      | uitgeschakeld in de kwartfinale  |
| HF      | uitgeschakeld in de halve finale |
| F       | de finale verloren               |
| W       | het toernooi gewonnen            |
| w-v     | winst/verlies-balans             |

### Mannenenkelspel
| Grandslamtoernooien   |     |        |
| Australian Open       | 1R  | 0-1    |
| Roland Garros         | –   | 0-0    |
| Wimbledon             | –   | 0-0    |
| US Open               | –   | 0-0    |
| Winst-verlies         | 0–1 | 0-1    |
| ATP World Tour Finals |     |        |
| ATP World Tour Finals | –   | 0-0    |
| Olympische Spelen     |     |        |
| Olympische Spelen     | –   | 0-0    |
| Statistieken          |     |        |
| Totaal aantal titels  | 0   | 0      |
| Eindejaarsranking     | 371 | n.v.t. |

### Mannendubbelspel
| Grandslamtoernooien   |      |     |      |      |      |     |      |        |
| Australian Open       | 1R   | 1R  | 1R   | 2R   | 2R   | 1R  | 2R   | 3-7    |
| Roland Garros         | –    | –   | –    | –    | –    | –   | –    | 0-0    |
| Wimbledon             | –    | –   | –    | –    | –    | –   | –    | 0-0    |
| US Open               | –    | –   | –    | –    | –    | –   | –    | 0-0    |
| Winst-verlies         | 0–1  | 0–1 | 0-1  | 1-1  | 1-1  | 0-1 | 1-1  | 3-7    |
| ATP World Tour Finals |      |     |      |      |      |     |      |        |
| ATP World Tour Finals | –    | –   | –    | –    | –    | –   | –    | 0-0    |
| Olympische Spelen     |      |     |      |      |      |     |      |        |
| Olympische Spelen     | g.t. | –   | g.t. | g.t. | g.t. | –   | g.t. | 0-0    |
| Statistieken          |      |     |      |      |      |     |      |        |
| Totaal aantal titels  | 0    | 0   | 0    | 0    | 0    | 0   | 0    | 0      |
| Eindejaarsranking     | 893  | 567 | 499  | 257  | 335  | 510 | 300  | n.v.t. |